# Rifugio Capanna Piz Fassa
Rifugio Capanna Piz Fassa (zkráceně Capanna Fassa, německy Fassahütte) je soukromá horská chata nalézající se v nadmořské výšce 3152 m na vrcholu Piz Boè v horské skupině Sella v Dolomitech. Je to jedna z nejvýše položených chat v Dolomitech.

## Poloha a okolí
Capanna Fassa se nachází ve výšce 3152 m n. m. na vrcholu Piz Boè, nejvyššího vrcholu horské skupiny Sella. Jen několik metrů od budovy vedou regionální hranice mezi regiony Trentinem-Alto Adige a Benátskem a zemské hranice mezi provinciemi Trentino, Alto Adige a Belluno. Na vrchol "nesnadněji přístupné třítisícovky v Dolomitech" lze vystoupit z několika stran a z vrcholu se nabízí nádherný panoramatický výhled.

## Historie

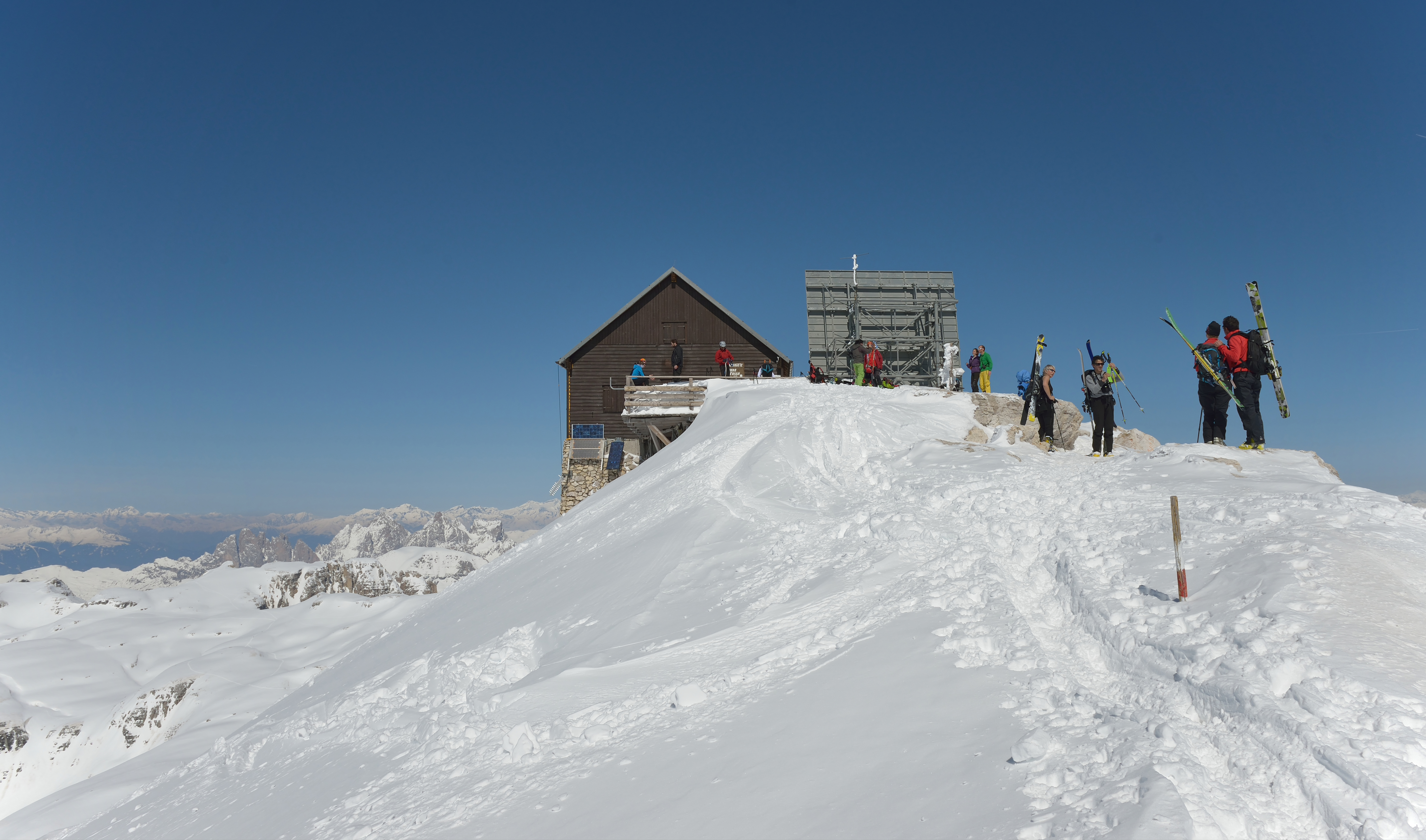
Vrchol Piz Boè v zimě s Capanna Fassa a směrovou anténou

Nápad postavit chatu na Piz Boè se poprvé zrodil v hlavě Francesca Dezuliana, syna průkopníka turistiky v údolí Fassa, na jaře 1963, kdy byla otevřena lanová dráha na Sass Pordoi. V létě 1968 byly pod vedením Luigiho Bernarda zahájeny stavební práce. Komponenty se musely pracně vynášet pěšky. V roce 1980 byla chata rozšířena a získala dnešní podobu. Rifugio je již desítky let provozováno horským vůdcem a lyžařským instruktorem Guidem Bernardem a od svého vzniku patří rodině. Vzhledem k nadmořské výšce je roční otevírací doba silně závislá na počasí a dostupnosti vody.

## Přístup k chatě
- z Boèhütte: 1 hodina
- ze Sass Pordoi (horní stanice lanové dráhy): 1,5 hodiny
- z průsmyku Passo Pordoi
  - běžnou trasou: 2,5 hodiny
  - přes Via ferrata Cesare Piazetta (D): 4-4,5 hodiny
- od Franz-Kostner-Hütte: buď normální cestou, nebo po Lichtenfelserweg (A): 2-2,5 hodiny
- z chaty Pisciadùhütte: 3 hodiny
- z průsmyku Passo Gardena: přes chatu Pisciadùhütte a chatu Boèhütte: 4,5 hodiny
- z obce Colfosco: přes Val Mezzanova a Boèhütte 5 hodin
- z městečka Corvara: přes Franz-Kostner-Hütte 5-5 a půl hodiny.

Přestože chata není v zimě otevřená, je vrchol stále oblíbený mezi lyžaři.